# Pedon merkki
Pour plus de détails, voir Fiche technique et Distribution.
Pedon merkki (titre international : Sign of the Beast ; [La Marque de la Bête]) est un film historique anti-guerre réalisé par Jaakko Pakkasvirta, qui se déroule dans les années de la guerre de Continuation.
Le film, sorti en 1981, est basé sur les textes de l'écrivain Olavi Paavolainen, surtout le livre Synkkä vinpinpühelu.
Esko Salminen, Irina Milan, Tom Wentzel, Hannu Lauri et Vesa-Matti Loiri sont vus dans les rôles principaux. Lauri et Loiri ont été récompensés pour leurs rôles dans Jussis. Pedon merkki a apporté 99 883 spectateurs dans les cinémas.

## Fiche technique
- Titre original : Pedon merkki
- Titre international : Sign of the Beast
- Réalisation : Jaakko Pakkasvirta
- Scénario : Jaakko Pakkasvirta, Timo Humaloja, Arvo Salo
- Photographie : Esa Vuorinen
- Montage : Jaakko Pakkasvirta
- Musique : Henrik Otto Donner
- Costumes : Airi Iso-Lotila
- Production : Jaakko Pakkasvirta
- Sociétés de production :
- Pays de production : Finlande
- Langue originale : finnois
- Format : couleur
- Genre : drame
- Durée : 119 minutes
- Dates de sortie[4] :
  - Finlande : 25 septembre 1981

## Distribution
- Esko Salminen (fi) : Kaarlo
- Irina Milan (fi) : Karin Weger
- Tom Wentzel (fi) : Helmut von Stein
- Hannu Lauri (fi) : Olavi Paavolainen
- Vesa-Matti Loiri : Usko
- Kalevi Kahra (fi) : Vääpeli
- Esa Pakarinen Jr. (fi) : TK-kuvaaja
- Jukka-Pekka Palo (fi) : Luutnantti Valonen
- Martti Pennanen (fi) : Kenraaliluutnantti
- Yrjö Parjanne (fi) : Tiedotuskomppanian päällikkö
- Matti Tuominen (fi) : Rintamaupseeri
- Harri Tirkkonen (fi) : Eversti
- Jack Witikka (fi) : Eversti
- Elina Salo : Sairaanhoitaja
- Marja-Leena Kouki (fi) : Maalaistalon emäntä
- Pekka Milonoff (fi) : Sotavanki maalaistalossa
- Aarno Sulkanen (fi) : Saksalainen vartiosotilas
- Ilari Paatso (fi) : Kuulusteleva saksalainen lentäjä
- Saara Pakkasvirta (fi) : Esimieslotta
- Sanna Fransman (fi) : Varuslotta
- Ritva Vepsä (fi) : Varuslotta
- Matti Pellonpää : Hermonsa menettänyt sotilaskarkuri (as Martti Pellonpää)
- Aarre Karén (fi) : Sotilas
- Pekka Laiho (fi) : Pioneerikapteeni
- Kari Väänänen : Nuori kapteeni
- Rabbe Smedlund (fi) : Vänrikki päämajassa
- Jyrki Kovaleff (fi) : Tiedotusupseeri
- Heikki Plosila (fi) : Saksalainen lentäjä
- Jarkko Rantanen (fi) : Sotilas päämajassa
- Paavo Pentikäinen (fi) : Kapteeni päämajassa
- Seppo Kolehmainen (fi) : Tulkki
- Magnus Zweygberg (fi) : Mies asevelijuhlassa
- Peter Lehmann (fi) : Saksalainen puoluevirkailija
- Adolf Hitler : lui-même (voix ; non crédité ; images d'archives)

## Réception
À l’étranger, l’accueil réservé au film de guerre avec mentions honorables a été plus compréhensif qu’au pays. Selon le réalisateur Jaakko Pakkasvirta, les auteurs ont même reçu des menaces de mort en Finlande. Dans le guide vidéo de 1994, Harri Närhi décrit  Pedon merkki comme une représentation bien jouée, bavarde et dramatiquement ambitieuse de la destruction des illusions à un tournant de l'histoire. Il attribue au film trois étoiles sur cinq, ce qui correspond à la note verbale « bien ».

## Récompenses et distinctions
- (en) Pedon merkki: Awards, sur l'Internet Movie Database